# Mamoru Hosoda
Mamoru Hosoda (jap. 細田 守 Hosoda Mamoru; ur. 19 września 1967 w Kamiichi) – japoński animator oraz reżyser filmów anime. Był nominowany do Oscara w kategorii Najlepszy Pełnometrażowy Film Animowany za swój film Mirai.

## Historia

### Wczesne życze i początki w Toei Animation
Hosoda urodził się w Kamiichi, w prefekturze Toyama, w Japonii. Jego ojciec pracował jako inżynier kolejowy, a jego matka była krawcową. Hosoda zainteresował się animacją jako karierą po obejrzeniu Zamku Cagliostro, pierwszego filmu wyreżyserowanego przez Hayao Miyazakiego ze Studia Ghibli. Ukończył Kanazawa College of Art na kierunku malarstwo olejne.
Po ukończeniu studiów Hosoda znalazł pracę jako animator w Toei Animation, po przesłaniu krótkiego filmu, który animował w wolnym czasie. Początkowo starał się o pracę w Studiu Ghibli; chociaż nie został przyjęty, otrzymał od Hayao Miyazakiego list odmowy z pochwałami.
Podczas swojej pracy w Toei, Hosoda piął się w górę, zdobywając uwagę publiczności dzięki swoim pierwszym dwóm filmom z serii Digimon Adventure, a jego pierwszy współreżyserowany film Digimon: The Movie przyciągnął uwagę głównego producenta Ghibli – Toshio Suzukiego.

### Studio Ghibli
Studio Ghibli ogłosiło we wrześniu 2001 roku, że Hosoda miał wyreżyserować film Ruchomy zamek Hauru, którego premierę planowano na lato 2003 roku. Jednak produkcja filmu przeciągnęła się z powodu różnic twórczych. Według Hosody, „kazano mu zrobić [film] podobny do tego, jaki zrobiłby go Miyazaki, ale [on] chciał zrobić [swój] własny film w sposób”. Ostatecznie Hosoda odszedł ze studia latem 2002 roku, podczas wczesnych etapów produkcji, po tym, jak nie był w stanie znaleźć koncepcji akceptowalnej dla szefów Studia Ghibli.

### Powrót do Toei i praca w Madhouse
Po odejściu z Ghibli, Hosoda wrócił do Toei, gdzie pracował nad kilkoma animacjami we współpracy z artystą Takashim Murakami. W tym czasie wyreżyserował odcinek serialu anime Ojamajo Doremi, który został zainspirowany jego burzliwym czasem w Ghibli. Ten odcinek przyczynił się do tego, że został zatrudniony w studiu animacji Madhouse, w którym pracował od 2005 do 2011 roku.
W Madhouse Hosoda zdobył uznanie krytyków jako reżyser, szczególnie dzięki filmowi O dziewczynie skaczącej przez czas z 2006 roku (który zdobył Nagrodę Japońskiej Akademii Filmowej w kategorii Animacja Roku w 2007) i Summer Wars z 2009 roku (który zdobył tę samą nagrodę w 2010 roku).

### Studio Chizu
Hosoda opuścił Madhouse w 2011 roku, aby założyć własne studio animacji, Studio Chizu, wspólnie z Yūichirō Saitō, który był producentem filmów O dziewczynie skaczącej przez czas i Summer Wars. Trzeci film studia, Mirai, był nominowany do Oscara w kategorii Najlepszy Pełnometrażowy Film Animowany.

## Twórczość

### Jako reżyser
Filmy pełnometrazowe
- Digimon: The Movie (film, 2000, razem z Shigeyasu Yamauchi)
- One Piece: Omatsuri danshaku to himitsu no shima (film, 2005)
- O dziewczynie skaczącej przez czas (film, 2006)
- Summer Wars (film, 2009)
- Wilcze dzieci (film, 2012)
- Bakemono no ko (film, 2015)
- Mirai (film, 2018)
- Belle (film, 2021)

Filmy krótkometrażowe, telewizyjne i odcinki
- Digimon Adventure (20-minutowy film, 1999)
- Digimon Adventure (TV, odc. 21, 1999)
- Ojamajo Doremi Dokkān (TV, odc. 40, 49)
- Digimon Adventure: Our War Game! (40-minutowy film, 2000)
- One Piece (TV, odc. 199)
- Superflat Monogram (film krótkometrażowy, 2003, razem z Takashi Murakami)
- Ashita no Nadja (TV, opening, ending, odc. 5, 12, 26)
- Samurai Champloo (TV, opening pod pseudonimem Katsuyo Hashimoto[1])
- Digimon Adventure 3D: Digimon Grand Prix! (film krótkometrażowy, 2009)

### Jako główny animator
- Ashita no Nadja (odc. 26)
- Crying Freeman
- Dragon Ball: Saikyō e no michi
- Dragon Ball Z (odc. 173)
- Dragon Ball Z: Broly – The Legendary Super Saiyan
- Dragon Ball Z: Broly – Second Coming
- Galaxy Express 999 ~Eternal Fantasy~
- Slam Dunk (odc. 29, 70)
- Sailor Moon Sailor Stars (odc. 7)
- Sailor Moon SuperS – Czarodziejka z Księżyca: Film kinowy
- Yu Yu Hakusho The Movie: Poltergeist Report